# Entombed
Entombed (с англ. — «погребённый») — шведская дэт-метал-группа, сформированная в 1987 году. Наряду с Dismember, Grave и Unleashed, группа Entombed входит в «большую четвёрку шведского дэт-метала» и является пионером данного жанра, однако в 1994 году звучание Entombed расширилось и начало включать в свой звук гаражный рок, панк-рок и хард-рок. Этот новый стиль был описан как дэт-н-ролл. Entombed были под влиянием таких групп как Autopsy, Slayer, Kiss, The Misfits, Motörhead и Discharge.

## История
История этого коллектива началась в 1987 году со стокгольмской дэт-метал-группы Nihilist. Главными и постоянными участниками являлись гитарист Алекс Хеллид и барабанщик (по совместительству басист, вокалист и гитарист) Ник Андерссон, а остальной состав постоянно менялся. Nihilist записали несколько демозаписей и распалась, но вскоре, вышеупомянутая группа воссоединилась под названием Entombed.
В 1989 году вышел демо-альбом But Life Goes On, благодаря которому группа получила контракт с Earache Records. На следующий год,  Entombed записали свой первый дебютный альбом — Left Hand Path в жанре дэт-метал с фирменным «жужжащим» гитарным звуком.
Уже после выхода диска группа нашла басиста Ларса Розенберга, однако тут же появились проблемы с вокалистом, поскольку Ларс-Йёран Петров, поссорившийся с Андерссоном, был выгнан. Мини-альбом Crawl группа записала с Орваром Сафстрёмом. Вскоре, на следующем альбоме Clandestine вокалистом был Ник Андерссон, а на последующих гастролях вместо предыдущего вокалиста был Йонни Дордевич.
В 1992 году, группа наравне с Carcass, Cathedral и Confessor стала участником тура Gods Of Grind, а незадолго до этого на своё место вернулся Ларс-Йёран Петров, успевший записать вокальные партии на дебютном альбоме группы Comecon. Миньон Hollowman и последовавший за ним LP Wolverine Blues показали, что группа добавила в дэт-метал элементы рок-н-ролла и положила начало формированию стиля дэт-н-ролл. Смена ориентиров вывела популярность Entombed далеко за пределы Швеции и в 1993 году, коллектив провёл очень успешный тур вместе с Napalm Death. В 1995 году, Розенберга сменил Йорген Сандстрём (бывший участник группы Grave), а на следующий год коллектив ушел с Earache и начал работать под лейблом Music For Nations.
Вскоре, группа выпустила альбом DCLXVI: To Ride Shoot Straight and Speak the Truth, вызвавший волну восхищенных откликов и занявший в 1997 году, по мнению журнала Metal Hammer, второе место.
Несмотря на растущую популярность, группу покинул один из её основателей, Нике Андерссон, пожелавший сосредоточиться на своем другом проекте, «Hellacopters». Место за барабанами занял Петер Стьярнвинд («Face Down», «Merciless», «Loud Pipes», «Regurgitate»), но в лице Нике команда лишилась и основного автора песен, поэтому за подготовку материала «Same Difference» взялся Уффе. Альбом получился не очень тяжелым и слишком коммерческим, что вызвало негодование фанатов, обвинивших «Entombed» в продажности.
Тем временем «Earache» решила вновь подзаработать на бывших подопечных и выпустила концертник «Monkey Puss: Live In London» с записью 1992 года. На рубеже веков, Entombed провели работу над ошибками и, вернувшись к раннему звучанию, очень порадовали своих поклонников альбомом «Uprising». Почувствовав слушательскую поддержку, музыканты выпустили еще одну полнометражку — «Morning Star». В 2002, вышел сборник каверов «Sons Of Satan Praise The Lord», а на следующий год, «Entombed» вернулись с очередной порцией дэт-н-ролла под названием «Inferno».
Вскоре после этого начались перемены в составе: сначала Сандстрёма сменил Нико Эльгстранд, затем ушел Уффе Седерлунд в краст-панк команду Disfear, а потом на месте Стьярнвинда оказался Олле Дальстедт. Ввиду всех этих перемен, студийного материала долгое время не появлялось, и лишь летом 2007-го в продажу поступил лонгплей «Serpent Saints». Альбом занял третью строчку в шведском национальном хит-параде. Это самый большой успех группы в чартах за всю её карьеру.
Осенью 2010 года Entombed объявили о присоединении к своему составу басиста Виктора Брандта (Totalt Jävla Mörker, Aeon, Satyricon). В то же время, бывший басист Entombed — Нико Элгстранд взялся за гитару.
В 2013 году Entombed вошли в студию для записи нового альбома под названием «Back To The Front».
В сентябре 2013 года было объявлено, что группу покидает один из основателей коллектива Алекс Хеллид. Так же стало известно, что Алекс не принимал участия в сочинении и записи материала для нового альбома. Вскоре после этого релиз нового альбома был отодвинут на 2014 г.
В январе 2014 года было объявлено, что группа разделяется на 2 лагеря: одни участники (из состава группы 1991 года: Хеллид, Седерлунд и Orvar Säfström) решили выступать со старым материалом 90-х под тем же названием, другие (Петров, Эльгстран, Дальстедт и Брандт) сформировали свою «прогрессивную» ячейку, стали называться Entombed A.D. (видимо, от Рождества Христова) и чуть изменив стиль лого.

## Состав

### Нынешний состав
- Алекс Хеллид — соло-гитара (1987—2014; 2016—настоящее время)
- Уффе Седерлунд — ритм-гитара, клавишные, бэк-вокал (1987—2005; 2016—настоящее время), бас-гитара (1989—1990)
- Ник Андерссон[англ.] — ударные (1987—1997; 2016—настоящее время), вокал (1992)
- Йорген Сандстрём[англ.] — бас-гитара (1995—2004; 2022—настоящее время), ведущий вокал (2022—настоящее время)

### Бывшие участники
- Маттиас Бострём — ведущий вокал (1987—1989)
- Лейф Кузнер — бас-гитара (1987—1988; умер в 2006)
- Джонни Хедлунд — бас-гитара (1988—1989)
- Ларс-Йёран Петров — ведущий вокал (1988—1991; 1992—2014; умер в 2021)
- Давид Бломквист — бас-гитара (1989)
- Ларс Розенберг — бас-гитара (1990—1995)
- Джонни Дордевич — ведущий вокал (1991—1992)
- Орвар Сафстрём — ведущий вокал (1991)
- Питер Стьярнвинд — ударные (1997—2006)
- Нико Эльгстранд — бас-гитара (2004—2010), ритм-гитара (2010—2016)
- Олле Дальстедт — ударные (2006—2014)
- Виктор Брандт — бас-гитара (2010—2014)
- Зоран — бас-гитара (1989—1990)
- Эдвин Афтонфэлк — бас-гитара (2016-2022)
- Роберт Андерссон — ведущий вокал (2016-2022)

## Дискография
- Left Hand Path (1990)
- Clandestine (1991)
- Wolverine Blues (1993)
- DCLXVI: To Ride Shoot Straight and Speak the Truth (1997)
- Same Difference (1998)
- Uprising (2000)
- Morning Star (2001)
- Inferno (2003)
- Serpent Saints: The Ten Amendments (2007)